# Dynamika liczebności populacji
Dynamika liczebności populacji – zmiany liczby osobników należących do populacji w czasie. 
Zależności liczebności (N) od czasu (t) są przedstawiane graficznie na wykresach nazywanych krzywymi wzrostu. Ich kształt zależy m.in. od rozrodczości, śmiertelności, migracji (głównie w przypadku zwierząt), rodzaju oddziaływań międzygatunkowych (interakcji, zob. np. drapieżnictwo i równanie Lotki-Volterry) lub intensywności eksploatacji przez człowieka. 
Krzywe wzrostu pojedynczych populacji mogą przybierać kształt:
- litery J – wzrost wykładniczy,
- litery S – krzywa logistyczna (wzrost do stanu równowagi ze środowiskiem, np. ograniczony przez zasoby pokarmowe),
- funkcji oscylacyjnej – np. wahania spowodowane interakcją drapieżnik-ofiara) lub fluktuacyjnej – np. okresowe masowe wylęgi lemingów lub komarów, spowodowane splotem wielu okoliczności (zob. Oscylacje i fluktuacje liczebności populacji)[a].

Liczebność populacji określa się m.in. metodą wielokrotnych złowień.